# Корез (департман)
Корез (фр. Corrèze) департман је у централној Француској. Припада региону Нова Аквитанија, а главни град департмана (префектура) је Тил (град). Департман Корез је означен редним бројем 19. Његова површина износи 5.857 км². По подацима из 2010. године у департману Корез је живело 243.551 становника, а густина насељености је износила 42 становника по км².
Овај департман је административно подељен на:
- 3 округа
- 37 кантона и
- 286 општина.

## Демографија
| 1999.   | 2011.   |
| ------- | ------- |
| 232.576 | 242.454 |